# Peter Balette
Peter Balette (Heusden, 11 april 1961) is een Belgisch voetbaltrainer. Sinds juli 2024 is hij assistent-trainer bij FC Schalke 04.

## Carrière

### Beginjaren
Balette begon z'n trainerscarrières in de lagere divisies. In 2003 leidde hij Heusden-Zolder via de eindronde naar Eerste klasse, een primeur in de clubgeschiedenis. De club nam er een povere start en bleef een heel seizoen onderin hangen. Balette slaagde er niet in om het behoud te verzekeren, maar mocht aanblijven als trainer. Na nog een half seizoen in Tweede klasse, waar de club voetbalde onder de naam Koninklijke Beringen-Heusden-Zolder, werd Balette in januari 2005 ontslagen. Later dat jaar ging hij aan de slag bij KVSK United, waar hij anderhalf jaar aanbleef als hoofdtrainer.

### Club Brugge & Standard
In juni 2007 ging hij aan de slag bij Club Brugge KV, waar hij eerst aan de zijde van Jacky Mathijssen als assistent-coach fungeerde, en later ook als assistent van Mathijssens opvolger Adrie Koster. In juni 2011 werd het contract tussen Club Brugge en Balette in onderling overleg verbroken.
Kort na zijn vertrek bij Club Brugge werd Balette assistent-trainer bij Standard Luik. In zijn debuutseizoen was dat onder José Riga. Na diens vertrek ging Balette verder onder Ron Jans. Toen de Nederlander op 22 oktober 2012 ontslagen werd bij Standard, nam Balette even over als interim-trainer. Op 26 oktober 2012 leidde hij Standard naar een 2-1-zege tegen hekkensluiter Cercle Brugge. Jans' opvolger Mircea Rednic nam zijn eigen assistenten mee naar Standard, maar had in zijn technische staf ook plaats voor Balette. Rednic dwong in tegenstelling tot Riga Europees voetbal af, maar kreeg na afloop van het seizoen geen nieuw contract. Uiteindelijk werd ook Balette bedankt voor bewezen diensten.

### KAA Gent (I)
Toen Rednic op 1 oktober 2013 een contract kreeg bij KAA Gent, nam hij Balette mee als assistent. Rednic hield het ook bij Gent geen volledig seizoen vol, en op 9 april 2014 werd aangekondigd dat trainer en club uit elkaar gingen. Balette nam daarop voor de rest van het seizoen over, samen met Bernd Thijs, die al meer dan een jaar niet meer gespeeld had wegens blessures en dan maar z'n spelerscarrière beëindigde om hulptrainer te worden. Balette en Thijs sprokkelden 10 op 12, waardoor Gent in groep A van Play-off II op vier punten van groepswinnaar KV Oostende – die op de openingsspeeldag met 0-1 was komen winnen in Gent – eindigde. In die play-offs maakte Uroš Vitas onder Balette z'n officiële debuut voor Gent en mocht Gilles Ruyssen zelfs z'n profdebuut vieren.
Na de aanstelling van Hein Vanhaezebrouck als nieuwe hoofdtrainer bij de start van het seizoen 2014/15 bleven Balette en Thijs aan als assistenten van Vanhaezebrouck. Onder leiding van dit trio werd Gent dat seizoen landskampioen, een primeur in de clubgeschiedenis.

### KRC Genk
Een paar weken na de landstitel van Gent stapte Balette over naar KRC Genk, waar hij het vertrek van Hans Visser moest opvangen. Balette werkte er onder hoofdtrainer Peter Maes, die zelf was overgekomen van KSC Lokeren. Voor Balette was het deels thuiskomen, want Heusden-Zolder speelde destijds zijn eersteklassewedstrijden in het toenmalige Fenixstadion.
Het verblijf van Balette bij Genk duurde slechts één seizoen, want in juni 2016 keerde hij terug naar Gent.

### KAA Gent (II)
Bij KAA Gent, waar Hein Vanhaezebrouck nog steeds trainer was, ging Balette na een jaar onderbreking opnieuw aan de slag als assistent-trainer. Daarnaast kreeg Balette ook de functie van performance manager. Toen Vanhaezebrouck eind september 2017 in onderling overleg vertrok bij KAA Gent, werd Balette opnieuw hoofdcoach ad interim. Op 1 oktober 2017 ging Gent met 2-1 onderuit bij competitieleider Club Brugge. Een week later werd Yves Vanderhaeghe aangesteld als nieuwe hoofdcoach, waarna Balette opnieuw assistent-trainer werd.
Op 8 oktober 2018 werd Vanderhaeghe de laan uit gestuurd, twee dagen later werd Jess Thorup voorgesteld als nieuwe hoofdcoach van KAA Gent. Ook onder hem bleef Balette aan als assistent. Na afloop van het seizoen 2019/20 kreeg Balette evenwel een nieuwe functie bij Gent: de Limburger ging er aan de slag als technisch directeur. Balette bleef kersvers assistent Wim De Decker aanvankelijk wel bijstaan.
Toen De Decker in september 2020 gepromoveerd werd tot hoofdtrainer na het ontslag van László Bölöni, kreeg hij Balette naast zich. Toen De Decker op 3 december 2020 de bons kreeg, haalde Gent met Hein Vanhaezebrouck een oude bekende binnen. Balette nam in 2021 een deel van de taken van Gunther Schepens als teammanager over, maar bleef wel deel uitmaken van de technische staf van Vanhaezebrouck.
In juni 2024 raakte bekend dat Balette na 9,5 seizoenen afscheid nam van KAA Gent. Balette had weliswaar het gevoel dat de club, waar Wouter Vrancken de nieuwe trainer werd, hem aan boord wilde houden, maar Balette kon niet helemaal leven met zijn nieuwe taakomschrijving.

### Schalke 04
Kort na zijn vertrek bij KAA Gent ging Balette aan de slag als assistent-trainer van de Duitse tweedeklasser Schalke 04, waar met Karel Geraerts een landgenoot trainer was. Lang bleef de samenwerking niet duren, want eind september 2024 werd Geraerts ontslagen. Balette bleef, in tegenstelling tot Tim Smolders, nog een maand aan boord bij de club, maar vertrok er een maand later uiteindelijk ook.

## Spelerscarrière
- 1979-1983 K Heusden SK (dat later K. Heusden-Zolder en nog later K. Beringen-Heusden-Zolder werd).
- 1983-1986 Berkenbos VV
- 1986-1989 Tervant AC
- 1989-1993 K Heusden SK
- 1993-1996 Lanaken VV

## Trainerscarrière
- 1996-1997 Opglabbeek Kabouters (speler-trainer)
- 1997-1998 Opglabbeek Kabouters
- 01/1998-2001 FC Verbroedering Meerhout
- 01/2001-2005 K. Heusden-Zolder (dat later K. Beringen-Heusden-Zolder werd)
- 07/2005-12/2006 KVSK United Overpelt-Lommel
- 07/2007-05/2011 Club Brugge KV (assistent-coach)
- 06/2011-23/10/2012 Standard Luik (assistent-coach)
- 23/10/2012-27/10/2012 Standard Luik (coach ad-interim)
- 27/10/2012-17/06/2013 Standard Luik (assistent-coach)
- 01/10/2013-08/04/2014 KAA Gent (assistent-coach)
- 09/04/2014-06/2014 KAA Gent (coach)
- 07/2014-06/2015 KAA Gent (assistent-coach)
- 06/2015-06/2016 KRC Genk (assistent-coach)
- 06/2016-06/2024 KAA Gent (assistent-coach)
- 07/2024-heden FC Schalke 04 (assistent-coach)